# Värderealism
Värderealism är en metaetisk teori som hävdar att moraliska utsagor är genuina påståenden om faktaförhållanden. Detta ska inte likställas med värdeobjektivism, en semantisk teori som ej gör anspråk på hur verkligheten faktiskt ser ut, utan endast beskriver den. Värderealismen menar att värdefakta existerar i verkligheten, vilket är en ontologisk uppfattning.

## Avgränsning
Värderealism skiljer sig från värdesubjektivism och emotivism genom uppfattningen att moralen på något sätt är objektiv, att etiska utsagor är utsagor som i likhet med faktapåståenden är objektivt sanna eller falska. Den skiljer sig från naturalismen genom att dessa värdeegenskaper inte anses naturgivna. Det är dock möjligt att vara etisk naturalist och samtidigt värderealist, då den första teorin är semantisk och den andra ontologisk. Om något sägs vara bra är detta enligt värderealismen liktydigt med att detta något har en viss egenskap eller att det står i en viss relation till något annat som har denna egenskap. Om jag till exempel påstår att "diskriminering är dåligt" har detta påstående samma status som påståendet "diskriminering har blivit ovanligare under 2000-talet". Exempel på filosofer som har omfattat värderealism i någon form är Platon, Immanuel Kant och G. E. Moore.